# Notes pour une histoire de guerre
Notes pour une histoire de guerre (italien : Appunti Per una storia di guerra) est une bande dessinée de l'Italien Gipi publiée en 2004 par Coconino Press. La traduction française est parue en 2005 chez Actes Sud.

## Synopsis
La narration met en scène trois adolescents, Christian, Stefano (surnommé « P'tit Calibre » ou « P'tit Killer ») et Giuliano, adolescents sans attaches dans un pays en guerre aux villages bombardés, un monde « livré au chaos et à la violence », sans précision de lieu et de date. L'intrigue passe du réel au rêve. Le trio rencontre Félix, un mafieux local, qui les entraîne dans ses affaires. Désœuvrés et sans ressources, les jeunes deviennent des « chiens de guerre »,, se rendent dans la capitale « livrée à des miliciens voyous qui font régner la terreur ». Chargé de récupérer de l'argent, le trio s'engage dans des missions d'abord faciles qui ensuite deviennent dangereuses.

## Genèse de l'œuvre
Gian Alfonso Pacinotti, dit Gipi, est un auteur italien né en 1963 qui commence sa carrière dans la bande dessinée en 2001. Directeur artistique dans le domaine de la publicité et dessinateur pour La Repubblica, il a publié plusieurs œuvres dans son pays et recueilli des récompenses culturelles, mais Notes pour une histoire de guerre est le premier album traduit en français, accompagné de quatre autres albums la même année (Les Innocents, Ils ont retrouvé la voiture, S et Le Local).
L'album comporte une dimension autobiographique au sens où Gipi, adolescent, a établi des rapports rappelant ceux des trois camarades : « Mes copains étaient pauvres, alors que moi j'étais considéré comme un petit-bourgeois... Comme eux, j'aurais pu très mal tourner ». Après avoir rencontré Goffredo Fofi, Gipi découvre des classiques de la littérature, dépassant sa « culture de la rue ».

## Choix artistiques
Gipi, dont le trait à la plume est spontané et vif, « rapide et efficace », emploie l'aquarelle, notamment un lavis grisé,. Le trait est décrit comme « minimaliste », « dépouillé ». L'œuvre illustre certains thèmes récurrents dans les ouvrages de Gipi, comme « le rapport de l'adolescence à la barbarie ». Bien que le lieu ne soit pas désigné, certains chroniqueurs estiment que l'album fait allusion aux guerres en ex-Yougoslavie,,.

## Publication
Une version augmentée voit le jour en 2018.
- Version d'origine :
  - Gipi, Appunti per una storia di guerra, Coconino Press, décembre 2004, 112 p. (ISBN 978-88-88063-98-0).
  - Gipi (trad. de l'italien par Hélène Dauniol-Remaud), Notes pour une histoire de guerre, Arles, Actes Sud, 2005 (ISBN 2-7427-5352-4).
- Version augmentée :
  - Gipi, Appunti per una storia di guerra, Coconino Press, coll. « Coconino Cult », novembre 2018, 144 p. (ISBN 978-88-7618-373-7).
  - Gipi (trad. de l'italien par Hélène Dauniol-Remaud), Notes pour une histoire de guerre, Paris, Futuropolis, janvier 2018, 117 p. (ISBN 978-2-7548-2448-4).

## Accueil critique
L'album en français, couronné de plusieurs prix, représente un tournant dans la carrière de l'auteur en raison de l'accueil critique et du volume des ventes.

### Récompenses
- 2005 : 
  - Prix René-Goscinny[3] ;
  - Prix du Margouillat ;
- 2006 :  Prix du meilleur album du festival d'Angoulême[3].

### Postérité
Pierre-Henry Gomont, pour écrire l'album Malaterre, souligne l'influence déterminante de Notes pour une histoire de guerre : « J’ai eu un gros déclic en lisant Notes pour une histoire de guerre de Gipi : du génie en barre ! ».